# Лангдон (Канзас)
Лангдон (англ. Langdon) — місто (англ. city) в США, в окрузі Ріно штату Канзас. Населення — 39 осіб (2020).

## Географія
Лангдон розташований за координатами 37°51′11″ пн. ш. 98°19′28″ зх. д. / 37.85306° пн. ш. 98.32444° зх. д. (37.853044, -98.324323).  За даними Бюро перепису населення США в 2010 році місто мало площу 0,30 км², уся площа — суходіл. В 2017 році площа становила 0,26 км², уся площа — суходіл.

## Демографія
Згідно з переписом 2010 року, у місті мешкали 42 особи в 20 домогосподарствах у складі 11 родини. Густота населення становила 139 осіб/км².  Було 35 помешкань (116/км²).
Расовий склад населення:
| - 95,2 % — білих - 4,8 % — корінних американців |

До двох чи більше рас належало 0,0 %. Частка іспаномовних становила 0,0 % від усіх жителів.
За віковим діапазоном населення розподілялося таким чином: 14,3 % — особи молодші 18 років, 64,3 % — особи у віці 18—64 років, 21,4 % — особи у віці 65 років та старші. Медіана віку мешканця становила 50,3 року. На 100 осіб жіночої статі у місті припадало 110,0 чоловіків;  на 100 жінок у віці від 18 років та старших — 100,0 чоловіків також старших 18 років.
Середній дохід на одне домашнє господарство  становив 25 674 долари США (медіана — 18 750), а середній дохід на одну сім'ю — 30 100 доларів (медіана — 33 750). За межею бідності перебувало 16,7 % осіб, у тому числі 0,0 % дітей у віці до 18 років та 0,0 % осіб у віці 65 років та старших.
Цивільне працевлаштоване населення становило 12 особи. Основні галузі зайнятості: освіта, охорона здоров'я та соціальна допомога — 33,3 %, будівництво — 25,0 %, роздрібна торгівля — 16,7 %.